# 罗伯特·吉尔劳姆

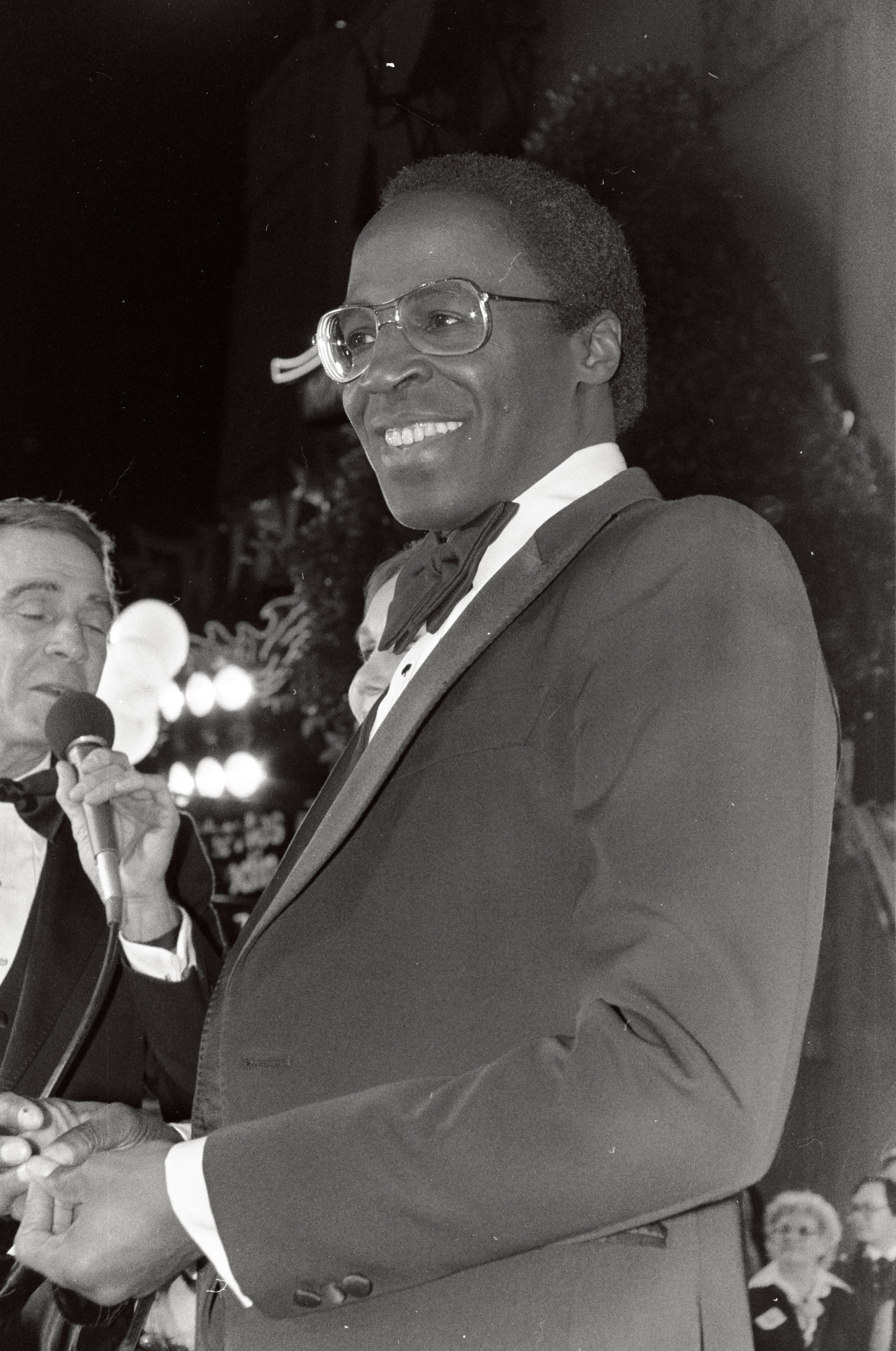
罗伯特·吉尔劳姆

罗伯特·吉尔劳姆（1927年11月30日 - 2017年10月24日）是美国演员和歌手。 他為狮子王中的的角色配音，两度获得艾美奖 ，還獲得過一次葛萊美獎。罗伯特·吉尔劳姆曾饰演歌劇魅影的主角艾瑞克，這也是首次有非裔美国人飾演該角色。